# Paris–Brest

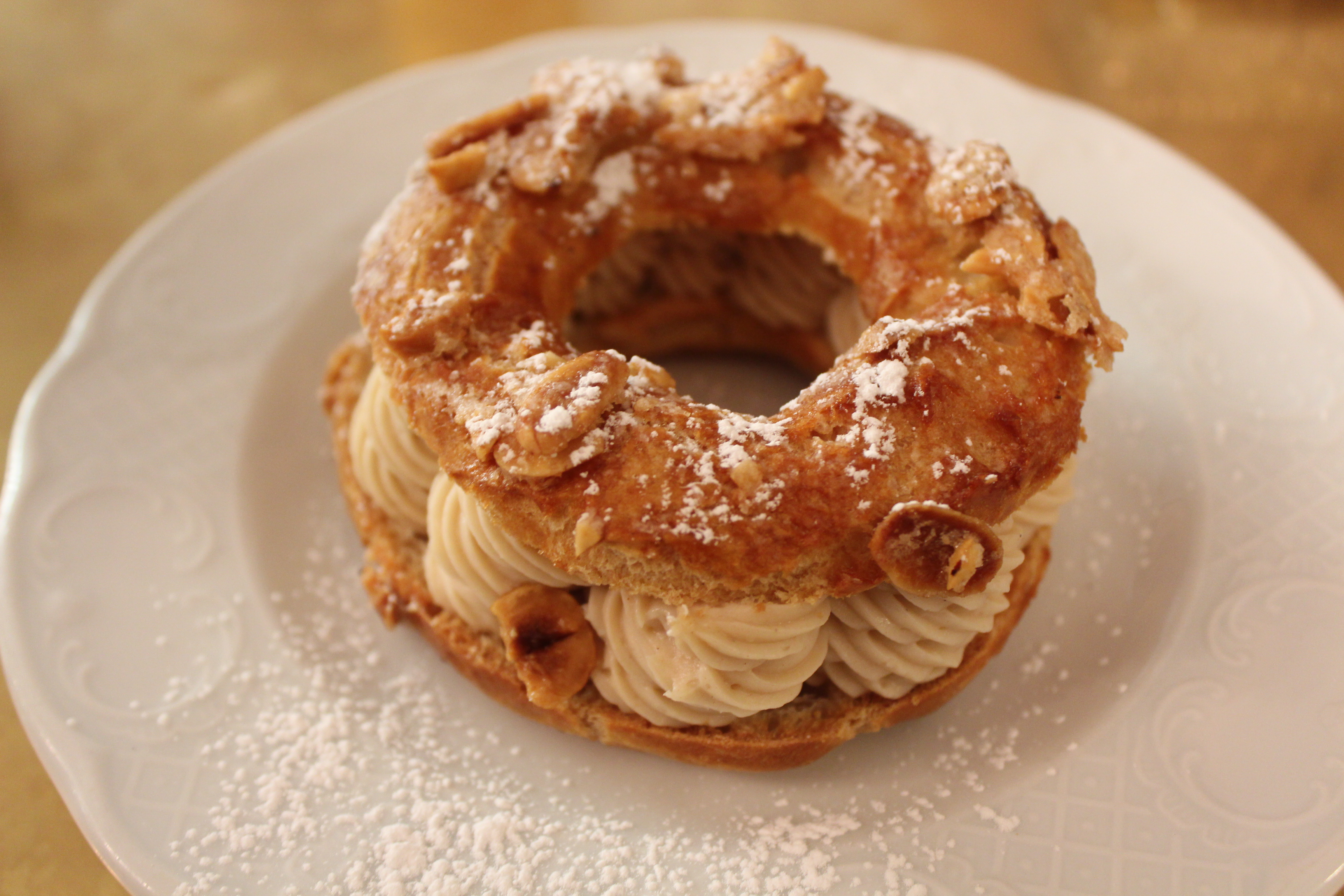
A sobremesa Francesa Paris-Brest

A Paris-Brest é uma sobremesa francesa feita de massa choux e creme com sabor de praliné.

## História
A massa redonda, em forma de roda, foi criada em 1910 por Louis Durand, pâtissier de Maisons-Laffitte, a pedido de Pierre Giffard, para comemorar a corrida de bicicletas Paris–Brest–Paris que ele havia iniciado em 1891. Sua forma circular é representativa de uma roda. Tornou-se popular entre os ciclistas na corrida de ciclismo Paris-Brest, em parte por causa de seu valor energético e alto teor calórico e seu nome intrigante, e agora é encontrada em confeitarias em toda a França.